# WAHA International
Pour les articles homonymes, voir Waha (homonymie).
Women and Health Alliance International (WAHA) est une organisation non gouvernementale qui a pour objectif principal d'offrir des soins de santé aux femmes, aux enfants et aux communautés défavorisées partout dans le monde. Depuis sa création, WAHA International est intervenue dans plus de 50 pays pour répondre aux besoins sanitaires des populations et pour renforcer les systèmes de santé locaux. La plupart des programmes de l'organisation se situent en Afrique subsaharienne, au Moyen-Orient et en Asie, dans des pays touchés par des conflits, des catastrophes naturelles ou des crises de santé publique. WAHA International intervient également auprès des populations déplacées à l'intérieur de leurs propres frontières et des réfugiés.  
Les services de WAHA International incluent la santé primaire, la santé reproductive, maternelle, néonatale et infantile, la santé mentale, la chirurgie d'urgence, la prévention ainsi que la prise en charge des survivants de violences basées sur le genre. 
WAHA International adopte une approche globale qui prend en compte  l’inter-connectivité de la santé avec d’autres secteurs tels que l’assainissement, la nutrition, la protection et les moyens de subsistance.  

## Histoire
WAHA International est une organisation médicale, non gouvernementale, à but non lucratif créée en France en 2009. 
Le statut d’association de bienfaisance et d’assistance a été octroyé à WAHA International par les autorités françaises en octobre 2012.

## Missions
La mission de WAHA International est  de faciliter l'accès aux soins de santé pour les femmes, les enfants et les populations vulnérables, d'augmenter l'utilisation de ces soins et d'améliorer leurs performances. Pour ce faire, WAHA International travaille en partenariat avec les communautés locales, les organisations non-gouvernementales, les autorités sanitaires, les institutions académiques et les organisations internationales.